# Filicollis
Filicollis ist eine Gattung der Kratzwürmer (Acanthocephala), die als Darmparasit vor allem in wildlebenden und domestizierten Wasservögeln wie Schwänen, Enten, Gänsen, Möwen und Rallen lebt.

## Merkmale
Die ausgewachsenen Würmer zeichnen sich durch ein sehr derbes und faltiges Tegument sowie einen ausgeprägten Geschlechtsdimorphismus aus. Der Rüssel (Proboscis) der Weibchen ist zu einem dünnwandigen Bulbus umgebildet und mit sternförmig angeordneten Haken am Rüsselscheitel ausgestattet. Diese ist über einen langen Hals mit dem Rumpf verbunden, die Tiere besitzen entsprechend eine lange Rüsselscheide. Die Männchen besitzen einen eiförmigen Rüssel mit mehreren Hakenreihen und der Vorderteil des Rumpfes ist mit feinen Stacheln besetzt. Bei ihnen ist zudem der Rumpf durch eine deutliche Falte in zwei Bereiche getrennt.
Die Eier sind spindelförmig mit gattungstypischen konzentrischen Eihüllen, sie besitzen keine Ausbuchtungen.

## Lebensweise
Die ausgewachsenen Tiere der Gattung Filicollis leben als ausgewachsene Tiere als Darmparasit vor allem im Dünndarm von wildlebenden und domestizierten Wasservögeln wie Schwänen, Enten, Gänsen, Möwen und Rallen. Als Zwischenwirte kommen vor allem Wasserasseln (Asellus aquaticus) in Frage.

## Arten
Innerhalb der Gattung werden nur zwei Arten unterschieden:
- Filicollis anatis
- Filicollis trophimenkoi